# Eduard Ichon (Unternehmer)
Louis Eduard Ichon (* 20. Juni 1811 in Bordeaux; † 19. Oktober 1890 auf Gut Sandfort bei Osnabrück) war ein deutscher Unternehmer.

## Biografie
Ichon ließ sich 1833 in Bremen nieder. Er vertrat in Bremen eine Firma aus Bordeaux. 1843 wurde er Bürger der Stadt und er richtete im selben Jahr die erste regelmäßige Dampffschifffahrtslinie zwischen Bremen und Amsterdam ein. Weiterhin gründete er danach die Weser-Hunte Dampfschifffahrt und die Dampffschifffahrtslinie Bremen-England. 1845 bis 1857 betätigte er sich erfolgreich als Schiffsmakler sowie im Auswanderergeschäft. Darüber hinaus war er 1850 bis 1857 belgischer Konsul in der Hansestadt.

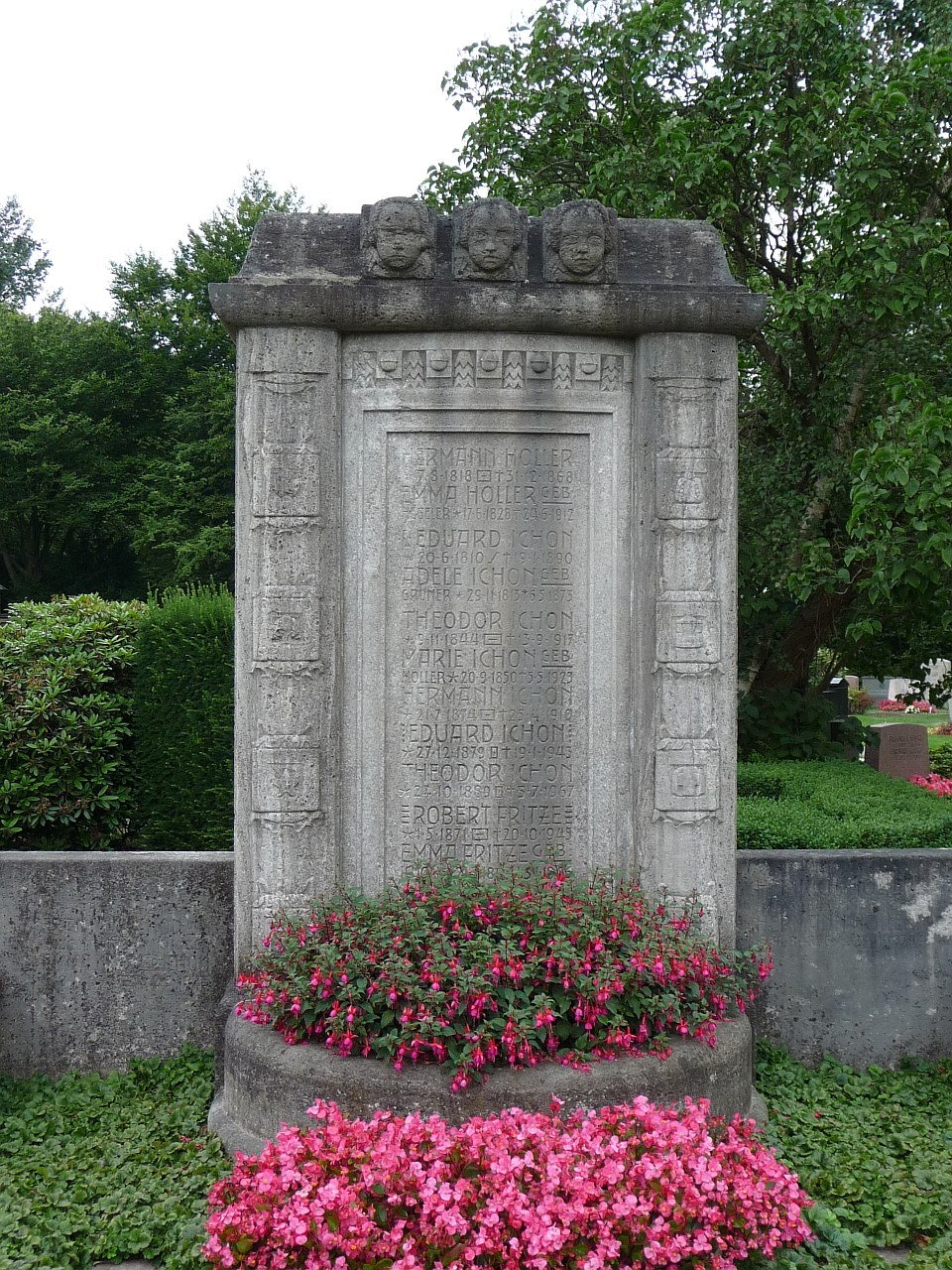
Grab der Familie Ichon auf dem Riensberger Friedhof in Bremen

Verheiratet war er mit Adele Ichon, geborene Gruner (* 29. November 1823; † 6. Mai 1873). Sie hatten einen Sohn, Theodor Ichon (* 9. November 1844; † 13. Sept. 1917), der wiederum der Vater des Theaterdirektors Dr. Eduard Ichon (1879–1943) und von Dr. Theodor Ichon (* 24. Oktober 1880; †  5. Juli 1967), Gesellschafter der Grundstücksgesellschaft Ariade, war.
Ichon wurde auf dem Riensberger Friedhof in Bremen beigesetzt (Grablage: V 497/498).